# جايسون أودوم
جايسون أودوم (بالإنجليزية: Jason Odom)‏ هو لاعب كرة قدم أمريكية أمريكي، ولد في 31 مارس 1974 في وينتر هافن في الولايات المتحدة.

## وصلات خارجية
- جايسون أودوم على موقع مرجع كرة القدم المحترفة.كوم (الإنجليزية)